# Terelle
Terelle är en ort och kommun i provinsen Frosinone i regionen Lazio i Italien. Kommunen hade 353 invånare (2018).